# Шугейз

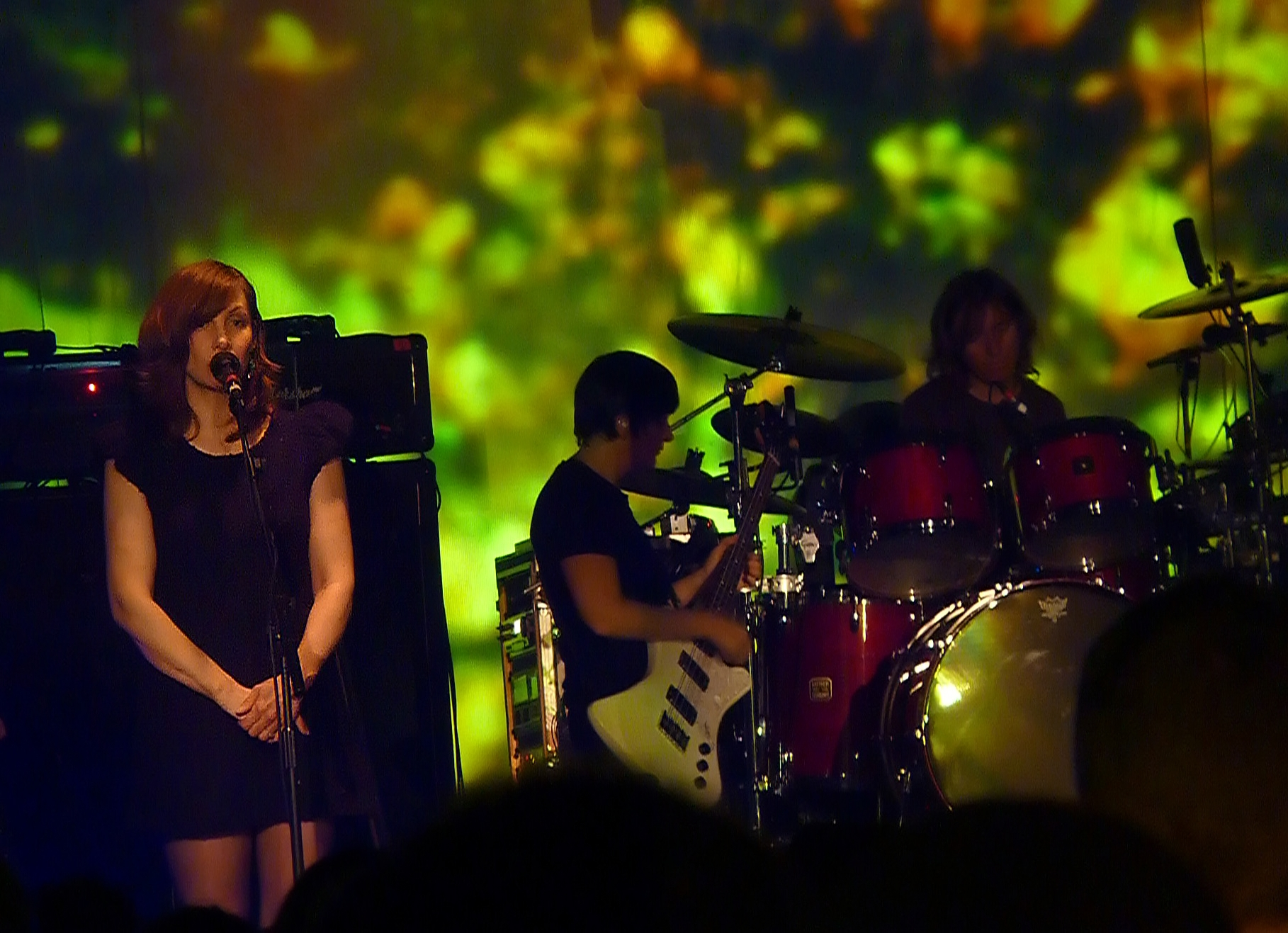
Основатели жанра — My Bloody Valentine

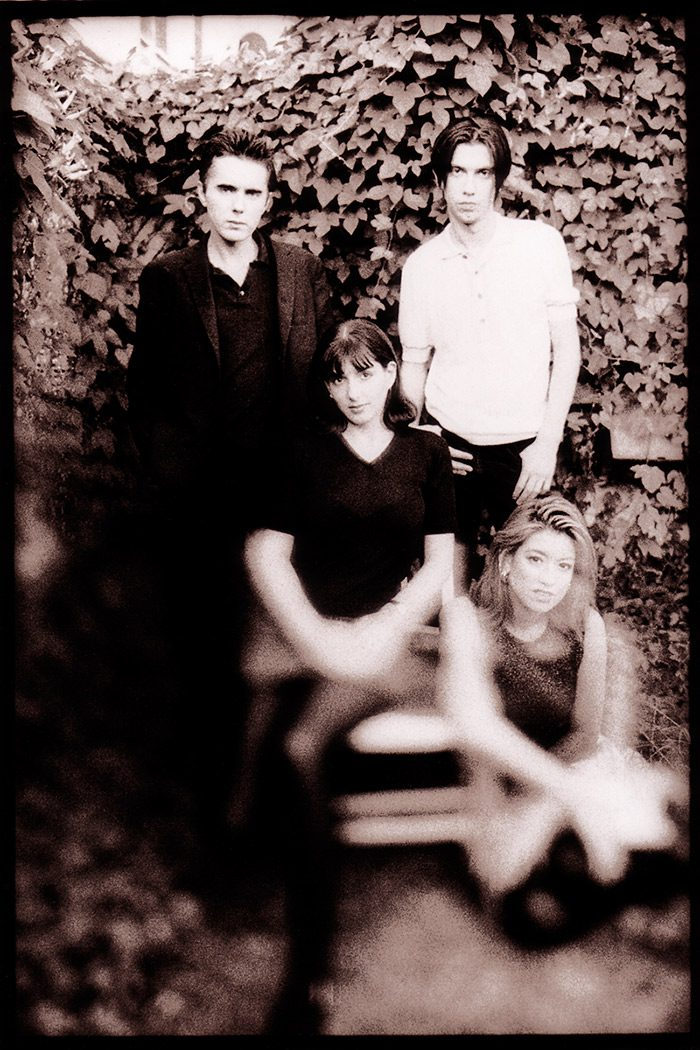
Группа Lush

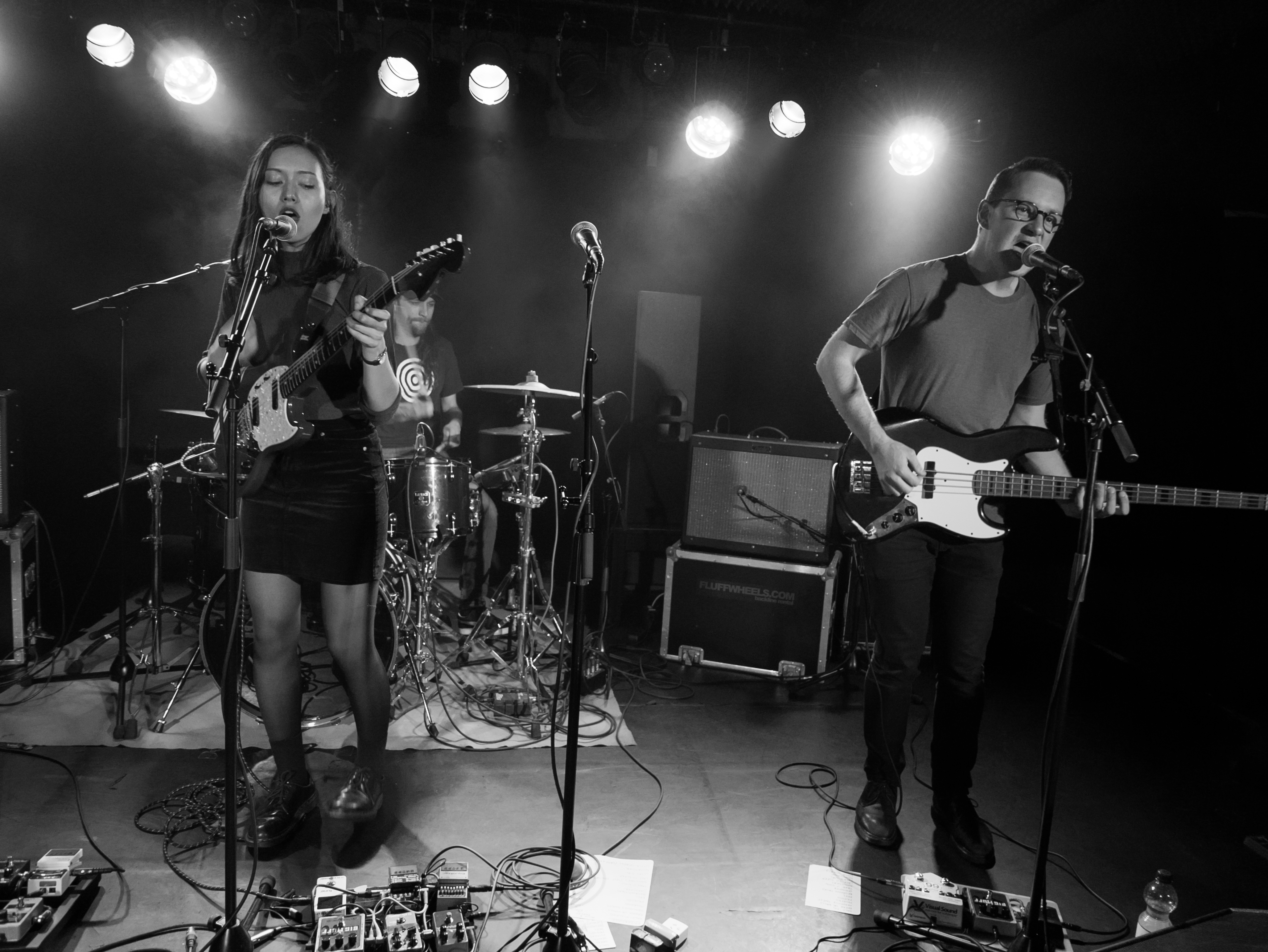
Группа Fazerdaze

Шугейз (англ. shoegaze, от shoe gazing — «шугейзинг» — [пристально] смотрящий на обувь)  — поджанр инди-рока и альтернативного рока, возникший в Великобритании в конце 1980-х годов.
Шугейз выделился из дрим-попа в конце 1980-х и оформился как самостоятельные музыкальное направление в начале 1990-х. В дальнейшем шугейз был вытеснен со сцены новыми направлениями, и возродился в 2000-х под названием «ню-гейз» («нью-гейз», англ. nu gaze, new gaze).
Музыка стиля шугейз характеризуется своеобразной эфирной смесью затуманенного вокала, гитарных эффектов и искажений звука, фидбэком и подавляющей громкостью. В потоке звука шугейза сложно различить отдельные инструменты.
Шугейз, сам будучи экспериментальным жанром, стал основой для новых жанров экспериментальной музыки, например, из элементов блэк-метала и шугейза возникло новое направление «блэкгейз», основоположником которого стала группа Trautonist.

## Характеристика жанра
В основе звучания шугейза — гитарный нойз с элементами дрим-попа, громкий и жёсткий звук с обилием эха, длинными гудящими риффами, волнами искажений и каскадами фидбэка, что создаёт эффект стены звука, в которой теряется и вокал, и мелодия. Наложение множества гитарных партий создаёт эффект синтезаторного звучания, в котором практически невозможно различить отдельные инструменты. Вокал в шугейзе действует на втором плане, он эфирный, вихревой, затуманенный.
Звучание шугейза похоже на звучание дрим-попа, но в шугейз-музыке звук более резкий, громкий и искажённый, инструменты более атмосферные, в отличие от дрим-попа инструментальный звук часто в течение некоторого времени продолжается без вокала.
Первой группой стиля шугейз была My Bloody Valentine, чьи синглы и альбом конца 1980-х — начала 1990-х стали образцом для подражаниях последователей. Также на более поздние коллективы повлияло творчество групп Dinosaur Jr., The Jesus & Mary Chain и Cocteau Twins.

## Происхождение названия
Термин «шугейзинг» был придуман журналистами британской музыкальной прессы (NME и Melody Maker) в качестве насмешки над  поведением на сцене появившейся в начале 1990-х волны нео-психоделических групп, игравших музыку, подобную дрим-поп, особенностью которых были направленные в пол взгляды музыкантов. Отличительная особенность сценических выступлений этих команд — музыканты практически неподвижно стояли во время живых выступлений с опущенными головами с отстранённым видом. Исполнители были сосредоточены на своей музыке и в течение всего выступления могли простоять на одном месте, уставившись взглядом в пол, что создавало впечатление разглядывания собственных ботинок. На самом деле музыканты смотрели на многочисленные гитарные «примочки», управляемые педалями, которые ими интенсивно использовались, так как экспериментальная музыка шугейзеров была переполнена звуковыми эффектами.

## История жанра
В конце 1980-х группа My Bloody Valentine экспериментировала с гитарными эффектами и записала несколько композиций-синглов, с которых отсчитывается появление стиля шугейз. В 1991 году My Bloody Valentine записала первый шугейз-альбом Loveless.
В 1993 группа Slowdive выпустила свой шугейз-альбом Souvlaki
Другие ранние команды стиля шугейз — Dinosaur Jr., Cocteau Twins и The Jesus & Mary Chain.
Шугейз-группы начала 1990-х годов — Moose, Chapterhouse, Ride, My Bloody Valentine, Stereolab, Silverfish и другие — получили неформальное прозвище «The Scene That Celebrates Itself» за свой стиль (рус. Сцена, которая празднует себя).
Большое влияние на жанр оказали музыканты лейблов 4AD и Creation Records, исполнявшие дрим-поп и спейс-рок: известные группы The Jesus and Mary Chain, Cocteau Twins. Также следует учитывать влияние американской группы Sonic Youth и ранних The Cure, а одним из первых экспериментировать с гитарным саундом в плане нойзовых эффектов начал Джими Хендрикс. В Cocteau Twins на гитаре играл Робин Гатри, идея которого создавать на концерте звуковую стену нашла воплощение во многих его последующих проектах: в группе Lush, где он выступал в качестве саунд-продюсера, и в Resplandor. В том же ключе разрабатывал эту тему Кевин Шилдс — основатель My Bloody Valentine, который и довёл её до практического воплощения. К шугейзингу относят ранние записи групп Verve и Blur.
Основным лейблом по продвижению нового стиля в Британии стал Creation Records во главе с Аланом Макги. Кроме Великобритании, шугейзинг нигде особо не прижился (кроме Японии), а в середине 1990-х стал исчезать и в Британии, уступая американскому гранжу и английскому брит-попу. Но в последнее время интерес к жанру возрождается с новой силой, как на родине, так и в США — многие группы используют модные шугейзерные эффекты в своей музыке, даже ветераны My Bloody Valentine объединились вновь в 2008 году для серии концертов и записи нового альбома.
В 1990-е годы шугейз-группы постепенно были вытеснены американскими командами, игравшими гранж и британскими ранними бритпоп-группами, что заставило малоизвестные игравшие шугейз группы распасться или заново изобрести свой стиль.
В 2000-х среди музыкантов снова возник интерес к шугейзу, новую волну шугейз-групп (M83, Crystal Castles и другие) стали называть «ню-гейзом» или «нью-гейзом» (англ. new gaze, nu gaze).
В 2000-е шугейз стал основой для новых жанров экспериментальной музыки, например, группа Trautonist из элементов блэк-метала и шугейза создала новое направление «блэкгейз».
В 2010-е и 2020-е шугейз продолжает смешиваться с разными стилями, в основном с дрим-поп и дроном. C конца 2010-х годов некоторые артисты начали активно включать в шугейз эмо-темы, например, это сделали Weatherday в альбоме «Come In» 2019 года и Parannoul в «To See the Next Part of the Dream» 2021 года.